# Leo Ebermann
Leo Ebermann (* 16. Juli 1863 in Draganówka, Galizien; † 9. Oktober 1914 in Wien) war ein österreichischer Journalist und Dramatiker. 
Nach dem Studium (Dr. jur.) zunächst als Advokaturkonzipient tätig, schrieb Ebermann das Versdrama Die Athenerin (1896), das am Burgtheater großen Erfolg hatte. In der Folge weniger erfolgreich, wurde er literarischer Mitarbeiter der Wiener Zeitung. Später widmete er sich dem Studium der Geistesgeschichte Indiens. 